# Shum
SHUM (укр. Шум) — песня украинской группы Go A, с которой они представляли Украину на 65-м песенном конкурсе «Евровидение» в Роттердаме и заняли с ней 5-е место в финале.

## История
В основу текста песни легла украинская веснянка «Шум». Основа этой песни — обряд, который украинцы проводили весной: шумом призывали весну. В музыкальном клипе люди танцуют в защитных костюмах, что может навести на мысль, что это отсылка к коронавирусу. Однако, музыканты заявляют, что это не какой-то манифест о карантине, а просто эксперимент.
По состоянию на середину марта 2021 года клип на YouTube-канале группы набрал 3 миллиона просмотров и более 100 тысяч лайков. На YouTube-канале «Евровидения» клип набрал более 8 миллионов просмотров. 26 мая песня «Шум» заняла первое место в мировом ТОП-50 трендов Spotify (Viral 50). По голосованию телезрителей «Евровидения 2021» Украина была на втором месте после Италии, но по голосованию международного жюри — только Литва поставила 12 баллов.
Специально для конкурса группа всяческими способами старалась сократить песню до 3 минут, однако это им не удалось. Изначально песня была написана не для песенного конкурса, а для их концертного тура после отменённого «Евровидения-2020». После выхода клипа украинские зоозащитники начали возмущаться по поводу использования в конкурсном клипе редкой хищной птицы — курганника. На Украине его называют степным канюком, и в этой стране он занесён в Красную книгу. Защитники утверждают, что эксплуатация этого вида осуществляется в исключительных ситуациях только в научных и селекционных целях. Однако Суспільне UA ответило, что целью появления в видео птицы, занесенной в Красную книгу Украины, было привлечение внимания к вымирающему виду и возрождению природы в Зоне отчуждения Чернобыльской АЭС. Также добавили: «В съемках приняла участие птица, не живущая в дикой природе. Ещё птенцом канюк был травмирован, вырос в зверинце, и пока не привык к жизни в естественных условиях, поэтому освобождение птицы может привести к её гибели».
В начале июня 2021 года песня попала в число ста наиболее популярных в США песен и в чарте Billboard Global Excl US заняла 80-е место. Это был первый случай в истории Украины, когда украиноязычная песня достигла мировой популярности и попала в этот чарт.